# Cárcel de Albacete
El Centro Penitenciario de Albacete, conocido popularmente como Cárcel de la Torrecica, es un centro penitenciario español ubicado en Albacete. Dependiente de la Secretaría General de Instituciones Penitenciarias, está localizado al este de la capital, junto al Circuito de Albacete y en las cercanías del Parque Empresarial Ajusa y del Centro de Recuperación de Fauna Salvaje de Albacete.

## Historia y características
El Centro Penitenciario de Albacete fue construido en 1981 en una superficie de 30 000 metros cuadrados junto al Circuito de Albacete. El centro, de tipo mixto (para hombres y mujeres), dispone de 90 celdas y 13 celdas complementarias, que acogen a unos 350 reclusos, de los que unos 20 son mujeres y un 25 % extranjeros. La prisión albaceteña acoge una cifra muy superior de presos para los que está preparada, que son 135 reclusos, lo que hace que esta cárcel tenga una de las tasas de hacinamiento más altas del España. La cárcel cuenta además con unos 70 presos en libertad condicional. Las celdas, de hasta 15 metros cuadrados, disponen de literas y un pequeño baño, y pueden ser individuales-dobles y colectivas, albergando entre 2 y 6 presos, en el caso de las celdas colectivas, aunque lo normal es 4 presos como máximo por celda colectiva. La plantilla de la prisión está formada por 150 funcionarios y 48 guardias. El perfil del recluso del centro penitenciario albaceteño es el de un hombre joven, con 25-30 años, que ha cometido delitos por tráfico de drogas o robos, y que vive en barrios marginales. La reincidencia de los presos al salir de esta prisión se sitúa en el 40 %.
La prisión de Albacete cuenta, desde 2010, con un Centro de Inserción Social (CIS), denominado Marcos Ana en honor al poeta que pasó 23 años de su vida en cárceles franquistas por defender la democracia. El centro, que supuso una inversión de 8 millones de euros,  dispone de 52 habitaciones (50 dobles, una complementaria y una especial para discapacitados) con capacidad para 102 internos y tiene como misión la inserción social y laboral de los presos en régimen abierto. El centro cuenta con 30 trabajadores, y dispone, además, de taller, biblioteca, zona deportiva y zona de atención sanitaria, entre otras dependencias.

## La vida en la cárcel
Las celdas de la prisión albaceteña se abren a las 8.15 de la mañana, tras el relevo de los funcionarios, que se produce a las 7.30 horas. Los reclusos disponen de 15 minutos para asearse y limpiar la celda hasta las 8.30, hora del desayuno. A las 9 de la mañana comienzan las actividades en la cárcel. Los presos que no tienen obligaciones se dedican a la limpieza de espacios comunes, mientras que el resto realiza trabajos remunerados ofrecidos por empresas externas que llevan su producción a las instalaciones de la prisión. El sueldo de los presos que trabajan en el centro penitenciario oscila entre los 200 y los 500 euros. Además, la cárcel dispone de gimnasio para los reclusos. Todas estas actividades se realizan hasta las 13.30 horas, hora de comer en la cárcel. A las 14.15 los presos regresan a sus celdas para descansar y vuelven a bajar de sus celdas a las 16.30 horas hasta las 9 de la noche, cuando se acaba la jornada en la cárcel albaceteña hasta el día siguiente.